# Mémorandum d'entente de Paris sur le contrôle des navires par l'État du Port
- MOU de Paris
- MOU de Tokyo
- MOU de l'océan indien
- MOU de la méditerranée
- MOU de l'Amérique latine
- MOU des Caraïbes
- MOU d'Abidjan
- MOU de la mer noire
- MOU de Riyad

Lire en ligne

Site officiel (en anglais), texte en français

Protocole d’entente entre certaines autorités maritimes sur le maintien des normes à bord des navires de commerce
Le « Mémorandum d'entente de Paris sur le contrôle des navires par l'État du Port » ou « Paris Memorandum of Understanding on Port State Control » ou MOU (pour « Memorandum Of Understanding ») plus généralement dit « Memorandum de Paris » est un « accord international » signé en 1982 entre 14 nations maritimes, et qui en regroupe aujourd'hui 27. 
Il vise à améliorer la sécurité maritime par un meilleur contrôle des navires dans les ports, via des procédures mieux harmonisées. 

Il prévoit des inspections vérifiant (toujours dans les ports), que les navires sont conformes aux diverses conventions internationales en vigueur dans le domaine maritime.
Le mémorandum édicte aussi, sur la base de ses inspections une liste noire des pays à risque. 
Par exemple, en 2000, cette liste recensait 26 pays dont 13 en catégorie « très grands risques ». Une partie au moins de la base de données des inspections est ouverte et libre d'accès.
Des calculateurs en ligne permettent sur le site internet du mémorandum d'évaluer le niveau de risque d'un navire (Ship risk profile calculator) ou le niveau de performance d'une compagnie maritime (Company performance calculator), via un système de classement par rapport à la moyenne. 
Faute de consensus sur le contenu et les exigences d'un accord mondial, le mémorandum de Paris a encouragé la création d'instances similaires ailleurs dans le monde (Voir carte ci-contre).

## Histoire
Après rédaction de l'accord en 1982, d'autres autorités maritimes se sont associées au Mémorandum de Paris (27 pays), de même que la Commission européenne, qui, à la suite des catastrophes de l'Erika et du Prestige a mis en place une Agence chargée de la sécurité maritime (Agence européenne pour la sécurité maritime, ou EMSA European Maritime Safety Agency (portail internet)) lui confie une partie du contrôle des navires dans les ports des pays de l'Union européenne.

## États-membres, ayant signé et ratifié l’accord[1]
- Allemagne
- Belgique
- Bulgarie
- Canada
- Chypre
- Croatie
- Danemark
- Espagne
- Estonie
- Finlande
- France
- Grèce
- Irlande
- Islande
- Italie
- Lettonie
- Lituanie
- Malte
- Norvège
- Pays-Bas
- Pologne
- Portugal
- Roumanie
- Royaume-Uni
- Fédération de Russie
- Slovénie
- Suède

...

## Gouvernance
L'Organisation maritime internationale (OMI) et l'Organisation internationale du travail (OIT) y siègent comme observateurs.
Plusieurs autorités maritimes y siègent avec un statut particulier de « membre coopérant » ;
- les garde-côtes des États-Unis d'Amérique ;
- diverses organisations régionales de contrôle par l’État du port (Mémorandum de Tokyo, d'Amérique latine, etc.).

Un Comité du contrôle par l'État du Port (PSCC) est l'instance administratrice, qui se réunit en plénière une fois l’an.
Cette instance comprend des représentants des autorités maritimes signataires, et un représentant de la Commission européenne. 

Un bureau exécutif (« MAB ») applique les décisions du comité, composé du Président du Comité, du représentant de la Commission Européenne et d’élus en s’appuyant sur un secrétariat (basé à La Haye). 
La base de données Thetis du Mémorandum est mise en ligne,

## Objectif
Le mémorandum n’a pas de vocation normative (il ne produit pas de lois ou règlements). 
Il doit par le contrôle coordonnée et homogène du respect des conventions internationales édictées par l'OMI ou l'OIT veiller à trois objectifs :
- la sauvegarde de la vie humaine en mer ;
- la prévention des pollutions marines (accidents, déchets en mer, marées noires…) par les navires ;
- le respect des normes de vie et de travail à bord des navires.

Son champ de compétence est limité au contrôle des navires étrangers faisant escale dans les ports des pays signataires.

## Inspections[1]
Les inspecteurs sont des fonctionnaires habilités (PSCO) par le pays où ils exercent, mais ils bénéficient d’une formation continue (mise à jour concernant les législations notamment) et de réunions (séminaires) favorisant l'homogénéisation des procédures de contrôle.  Ils effectuent plus de 24 000 inspections par an
Les critères d’inspection et de sélection des navires doivent prendre en  compte le navire et ses caractéristiques mais aussi  son environnement (État du pavillon, Société de classification) et des cibles  (« Target Factor ») informatiquement mises à jour par le DSI (Département des Systèmes d'Informations de l’Accord, ancien CAAM).
Le Comité peut aussi lancer des campagnes d’inspections ciblées et coordonnées (par exemple sur des chimiquiers, méthaniers, pétroliers...), ou sur des éléments des navires (les ballasts, etc.).
Pour éviter les distorsions de concurrence qui résulteraient de pressions inégales selon les pays, chaque État-membre doit inspecter, de manière inopinée, chaque année au moins 25 % des navires étrangers fréquentant ses ports et communiquer tous les résultats d’inspections au système d'information de l'organisation.
Selon le nombre et la gravité des irrégularités constatées, les inspecteurs peuvent ordonner au navire de les corriger dans un certain délai, ou avant la prochaine escale. Ils  peuvent imposer au commandant du navire de se rendre dans un port de réparations désigné, voire l'immobiliser sur place jusqu'à correction des défauts.
Les navires dont le responsable a refusé de se plier aux prescriptions sont « bannis » (interdits d'accès, pour un certain délai (Exemple) dans les ports des pays signataires de l’accord).  

Une liste des navires bannis est tenue à jour, de même qu'une liste des navires immobilisés dans les ports.

## En France
En France métropolitaine, les activités de contrôle par l'état du Port sont gérées par les Centres de Sécurités des Navires où les inspecteurs qualifiés ont un quorum d'inspections à réaliser annuellement par centre avec le support technique de l'EMSA. Environ 1000 inspections PSC par an sont réalisées à ce titre. Les départements d'outre-mer participent eux aux Mémoranda locaux par exemple via l'Indian Ocean MOU pour le CSN de la Réunion ou le Caribbean Mou pour le CSN Antilles-Guyane. 

## Coopération internationale
Le Mémorandum de Paris a accompagné la création d’accords équivalents ailleurs dans le monde : 
- Mémorandum de Tokyo (Région Asie-Pacifique) ;
- Accuerdo de Viña del Mar (Amérique du Sud) ;
- Mémorandum d'entente des Caraïbes (Caraïbes) ;
- ...(Voir carte présentée en haut de cet article)